# Rhescyntis septentrionalis
Rhescyntis septentrionalis är en fjärilsart som beskrevs av Vazquez 1966. Rhescyntis septentrionalis ingår i släktet Rhescyntis och familjen påfågelsspinnare. Inga underarter finns listade.